# Hiroki Abe
Hiroki Abe (født 28. januar 1999) er en japansk fodboldspiller.
Han har spillet for flere forskellige klubber i sin karriere, herunder Kashima Antlers.